# Station St James Street
St James St (Walthamstow) is een spoorwegstation van National Rail in Waltham Forest in Engeland. Het station is eigendom van Network Rail en wordt beheerd door Greater Anglia. 